# New Hormones Records
New Hormones Records — британский независимый лейбл звукозаписи, созданный в 1977 году Ричардом Буном, менеджером Buzzcocks. Выпустив в январе 1977 года Spiral Scratch EP, лейбл в 1978—1982 годы выпускал пластинки Dislocation Dance, Ludus, The Diagram Brothers, Эрика Рэндом и др.

## История
Как говорил создатель лейбла Ричард Бун, «New Hormones начались с Buzzcocks». Как только группа дала несколько концертов, в частности, в Lesser Free Trade Hall, к ней возник интерес. «Но Ховард Девото собрался возвращаться в колледж и будущее вдруг стало неопределённым: мы подумали, что пора бы всё это документировать: выпустить пластинку». Ею стал Spiral Scratch EP (ORG 1), первый DIY-релиз панк-рока. Считается, что именно он положил начало «независимому движению» в Великобритании.

## Дискография
- ORG 1 Buzzcocks: Spiral Scratch EP (январь 1977, переиздан в августе 1979 «неограниченным» тиражом)
- ORG 2 Linder/Jon Savage: The Secret Public (фэнзин) 01/78
- ORG 3 The Tiller Boys: Big Noise From The Jungle (7″ EP) 02/80
- ORG 4 Ludus: The Visit (12″) 03/80
- ORG 5 The Decorators: Twilight View (7″) 07/80
- ORG 6 Eric Random: That’s What I Like About Me (12″) 09/80
- ORG 7 Dislocation Dance: Perfectly In Control (7″ EP) 10/80
- ORG 8 Ludus: My Cherry Is In Sherry 10/80
- ORG 9 Diagram Brothers: Bricks (7″) 04/81
- ORG 10 Dislocation Dance: Slip That Disc (12″) 08/81
- ORG 11 Eric Random: Dow Chemical Company (7″) 05/81
- ORG 12 Ludus: Mother’s Hour (7″) 06/81
- ORG 14 Gods Gift: Gods Gift (12″ EP) 07/81
- ORG 15 Dislocation Dance: Music, Music, Music (LP) 10/81
- ORG 16 Ludus: The Seduction (2×12″ LP) 02/82
- ORG 17 Diagram Brothers: Some Marvels Of Modern Science (LP) 11/81
- ORG 18 Eric Random: Earthbound Ghost Need (LP) (03/82)
- ORG 19 Dislocation Dance: Rosemary (7″) (05/82)
- ORG 20 Ludus: Danger Came Smiling (LP) (09/82)
- ORG 21 Diagram Brothers: Discordo (10″ EP) (06/82)
- ORG 22 Dislocation Dance: You’ll Never, Never Know (7″) (10/82)
- ORG 25 Gods Gift: Discipline (7″) (10/82)
- ORG 30 Alberto Y Lost Trios Paranoias: Cruising With Santa (7″) (10/82)[2]